# Давыдов, Георгий Иванович
Георгий Иванович Давыдов (1928—1985) — 1-й заместитель министра внутренних дел Узбекской ССР, генерал внутренней службы 3-го ранга, заслуженный работник МВД СССР. Кандидат в члены центрального комитета коммунистической партии Узбекской ССР, депутат Верховного Совета Узбекской ССР.

## Биография
Родился в 1928 году в Оренбургской области и с началом Великой Отечественной войны в 1941 году семья была эвакуирована в Ташкент. По окончании средней школы работал токарём на авиационном заводе и одновременно получал высшее образование. Был выбран комсоргом, вступил в ряды КПСС и избран парторгом. До 1968 года был 2-м секретарём Бухарского обкома коммунистической партии, затем — 1-й заместитель министра внутренних дел Узбекской ССР (до 1985 года). С 24 апреля 1985 находился в ведомственном госпитале МВД в Ташкенте. Был одним из подозреваемых по «Узбекскому делу». В ночь с 17 на 18 мая 1985 года обнаружен в больничной палате мёртвым. По официальной версии — застрелился из табельного пистолета тремя выстрелами в голову.

### Звания
- полковник;
- генерал внутренней службы 3-го ранга (1970).

### Награды
- три ордена;
- медали.

### Семья
Женат, жена — Щербакова, работала главным врачом в больнице, сын и дочь.